# سقوط اتوبوس ۲۰۱۸ پرو
سقوط اتوبوس ۲۰۱۸ پرو  روز چهارشنبه ۲۱ فوریه رخ داد که طی آن یک اتوبوس در دره‌ای تنگ به عمق ۱۰۰ متر در منطقه کوهستانی کوزکو در جنوب غربی پرو سقوط کرد و دست‌کم ۴۴ مسافر آن کشته شدند. در سال ۲۰۱۸ این دومین حادثه مرگبار تصادف اتوبوس در پرو می‌باشد.

## شرح حادثه
روز چهارشنبه ۲۱ فوریه ۲۰۱۸ در منطقه کوهستانی کوزکو در جنوب غربی پرو یک اتوبوس در پیچی در بزرگراه پان-امریکن از جاده خارج شده و به داخل دره‌ای به عمق ۱۰۰ متر سقوط کرد.
علت دقیق خارج شدن اتوبوس از جاده مشخص نیست.

## تلفات
دست‌کم ۴۴ نفر از ۴۵ مسافر این اتوبوس کشته شدند و احتمال اینکه این رقم بیشتر شود وجود دارد چرا که مسافران بیشتری در بین راه سوار اتوبوس شده بودند که اسامی آنها در دفتر شرکت اتوبوسرانی ثبت نشده‌است.

## واکنش‌ها
- پدرو پابلو کوچینسکی رئیس‌جمهور پرو، برای بستگان قربانیان پیام تسلیت فرستاد.[۴]

## پیشینه
۴۸ نفر در اوایل ماه ژانویه در تصادف یک اتوبوس با یک کامیون و سقوط آن از صخره‌ای در نزدیکی رودخانه پاکای‌مایو در ساحل اقیانوس آرام کشته شدند.